# Gheorghe Ghica
Gheorghe Ghica (n. 3 martie 1600, Veles, Imperiul Otoman – d. 2 noiembrie 1664, Constantinopol, Imperiul Otoman), a fost domn al Moldovei din 3/13 martie 1658 până în 2 noiembrie 1659 și al Țării Românești din 20 noiembrie 1659 până în  1 septembrie 1660.

## Biografie
Este fondatorul familiei Ghica, fiind albanez de origine din părțile grecești, de condiție modestă și este strămoșul diverselor ramuri ale familiei care va avea un rol important în istoria Țării Românești și a Moldovei.
A venit în Moldova înaintea domniei lui Vasile Lupu, ocupându-se cu negoțul. Pe vremea lui Lupu, a fost adus la curte, și i s-au dat boierii mărunte, devenind apoi Vornicul cel Mare al Țării de Jos și în fine, e trimis Capuchehaia (reprezentantul permanent al domnitorilor români) la Constantinopol. Gheorghe Ștefan, succesorul lui Lupu, îl menține ca agent, ba încă pentru a-l face demn de acest post, îi dă pe nepoata sa ca soție fiului său.
La mazilirea lui Gheorghe Ștefan, i se acordă domnia Moldovei. Încercând să-și reia tronul, Gheorghe Ștefan, aliatul împotriva turcilor al lui Constantin Șerban, fost domn al Țării Românești, și al lui Gheorghe Rakoczi al II-lea din Transilvania, este învins de Ghica la Strunga. În decembrie 1658 ia și el parte alături de armatele turco-tătare la jefuirea Transilvaniei. Dar, în anul următor, Constantin Șerban, însoțit acum de Mihnea al III-lea Radu al Țării Românești, îl lovește pe Ghica la Jijia și-l alungă spre Buceac. Tătarii îl reîntronează, gonindu-l pe Șerban peste munți, iar pe Mihnea în Muntenia (martie 1659), unde în cele din urmă pierde domnia, pe care o primește chiar Ghica. 
În noiembrie 1659, este numit în domnia Moldovei, Ștefăniță Lupu, în timp ce Ghica trece în Muntenia. Aici, din ordin turcesc, mută capitala la București, dărâmând reședința din Târgoviște. E hotărât să facă ordine în țară, dar Constantin Șerban Basarab îl lovește din nou și îl alungă peste Dunăre în mai 1660. Deși oștile turco - tătare îl reîntronează, alungându-l pe Șerban, care după moartea lui Rakoczy trece la cazaci, Ghica nu mai stă mult pe tron. Aceasta pentru că vizirul Kupruli plănuia transformarea țării în pașalâc (dar nu reușește), în timp ce Ghica nu mai putea plăti haraciul, pentru că țara era săracă, bântuită de foamete și ciumă, oamenii fugind în toate direcțiile ca să scape. Ghica este prins, legat și dus la Adrianopol, de unde este mutat la Constantinopol. Moare în 1664.
A avut două soții, Ecaterina Ghica și Smaragda Ghica. Ca cea din urmă a avut un copil Grigore I Ghica (1628-1675).